# Micheline Coulombe Saint-Marcoux
Micheline Coulombe Saint-Marcoux   (La Doré, 9 d'agost de 1938 - Montreal, 2 de febrer de 1985) fou una compositora canadenca de música electroacústica.

## Biografia
Micheline Coulombe Saint-Marcoux va néixer a Notre-Dame-de-la-Doré, a la regió de Lac Saint-Jean, Quebec, el 9 d'agost de 1938. La seva infantesa molt propera a la natura i la casa familiar on sempre cantàvem, marcaran la seva manera d'explorar la veu (Arksalalartôq) i d'evocar paisatges naturals (Moustières) en els seus últims treballs electroacústics.
De molt jove va anar a Mont-real per a continuar la seva formació musical, estudiant inicialment a l'Institut Cardinal-Léger amb Yvonne Hubert (piano), després a l'escola Vincent-d'Indy, on va continuar estudiant piano amb Claude Champagne. Els músics Gilles Tremblay, Françoise Aubut i sobretot Clermont Pépin li van permetre assolir un domini inusual de la composició en un jove compositor.
El 1967, el Conservatori de Música del Quebec li va concedir un primer premi de composició per Modulaire, obra per a gran orquestra i ones Martenot, i l'Acadèmia de Música del Quebec li va concedir el seu Premi d'Europa. L'any 1965, va completar una pràctica a l'Acadèmia Internacional d'Estiu de Niça, durant la qual va treballar amb Tony Aubin. El 1968, a proposta de Iannis Xenakis, va anar a París per familiaritzar-se amb el Grup de Recerca Musical de l'ORTF i hi va treballar amb François Bayle, Guy Reibel i Bernard Parmegiani. El 1969, va participar en diversos festivals internacionals i va fundar, amb cinc joves compositors, el Grup Internacional de Música Electroacústica de París (GIMEP), que va oferir diversos concerts a Europa, Amèrica del Sud i el Canadà entre 1969 i 1973.
Quan va tornar al Quebec l'any 1971, a més d'ensenyar al Conservatori de Mont-real “es va implicar plenament en el món musical del Quebec i del Canadà tot mantenint el contacte amb Europa. Seguirà una successió d'obres, per a petits conjunts, o encàrrecs per a grans orquestres canadenques, composicions amb títols estranys, evocadores dels climes que ella va crear: Trakadie, Arksalalartôq, Makazoti, Alchera, Ishuma, Genesis; consonàncies confuses com per fer-nos canviar millor al seu univers tan particular" (segons Liliane Blanc).
Micheline Coulombe Saint-Marcoux, que va morir prematurament el 2 de febrer de 1985 d'un tumor cerebral, va estimar que "el veritable creador es defineix per la seva negativa a perpetuar les experiències passades que aleshores eren el reflex d'aquelles èpoques, per la seva voluntat d'integrar-se en el món actual, de fer present i de continuar aquesta projecció (...), aquest impuls que els altres reprendran en el futur".
Associada del Canadian Music Centre, va rebre l'encàrrec d'escriure obres de l'Orquestra Simfònica de Mont-real, la Canadian Broadcast Corporation i la Quebec Contemporary Music Society.
Des de 1971 fins a la seva mort a Mont-real el 1984 va ensenyar a la facultat de la Quebec Contemporary Music Society.

## Discografia
- Impulsion (segell Empreintes DIGITALes, IMED 0159, 2001)

## Llistat d'obres (selecció)[4]
- Alchera (1972-73), mezzosoprano, flauta (piccolo), clarinet, trombó, violí, violoncel, clavicèmbal (orgue Hammond), cinta magnètica i llums
- Arksalalartôq (1970-71)
- Arksalalartôq (1970-71, 76), veu, intèrpret i cinta
- Bernavir (1970)
- Chut (1969)
- Comment Wang-Fô fut sauvé (1982-83), música escènica; flauta, trompa, violoncel, piano, percussió, ones de Martenot i cinta
- Constellation I (1981)
- Contrastances (1971)
- Miroirs (1975), clavecí i cinta
- Moustières (1971)
- Regards (1978), oboè, clarinet, trombó, arpa, piano, percussió, viola, violoncel, contrabaix i cinta
- Tel qu'en Lemieux (1973), banda sonora del documental de Guy Robert (OFQ # 7829)
- Trakadie (1970), percussió i cinta
- Transit (1984), mezzosoprano, soprano, quartet vocal, flauta, trombó, percussions, violoncel, ones de Martenot i cinta
- Zones (1971-72)